# 77th Regiment of Foot (Atholl Highlanders)
Das 77th Regiment of Foot (Atholl Highlanders) war ein schottisches Infanterie-Regiment der British Army, das von 1777 bis 1783 bestand.

## Geschichte

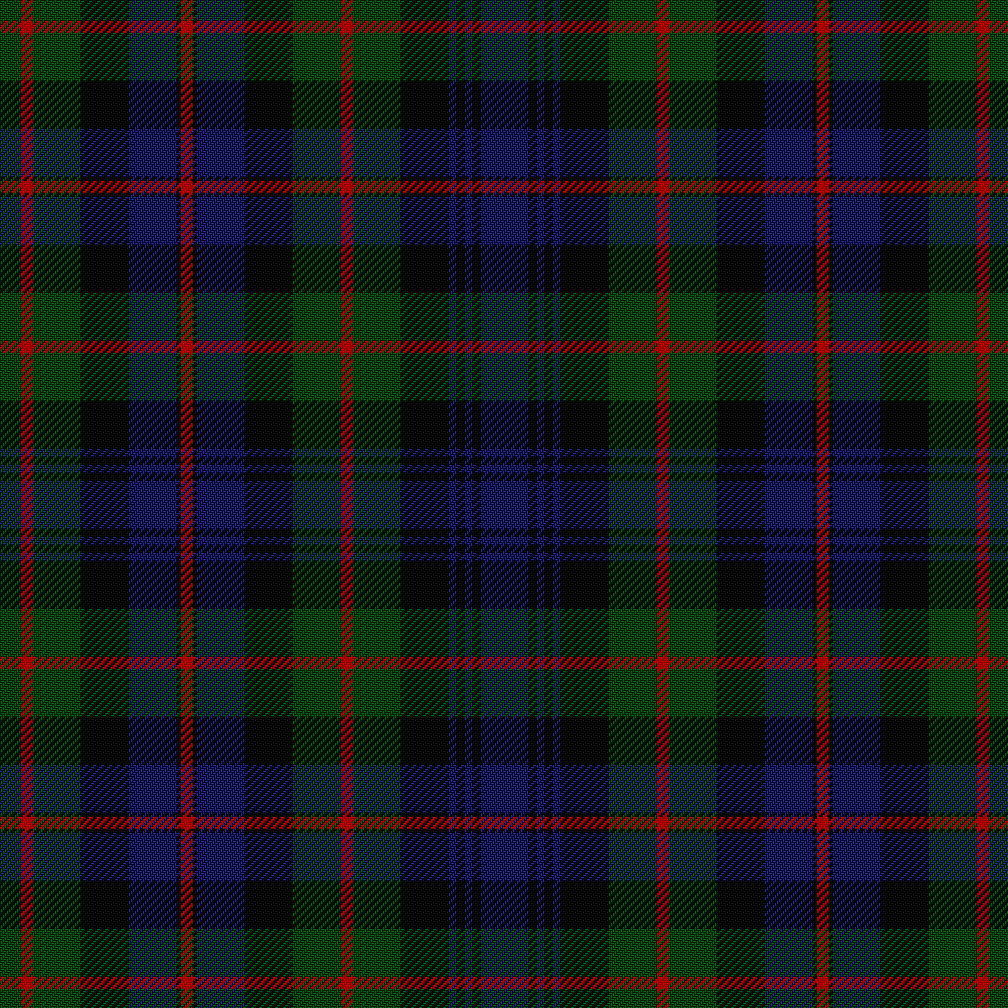
Tartan des 77th Regiment of Foot

Das Regiment wurde während des Amerikanischen Unabhängigkeitskrieges am 25. Dezember 1779 in Perthshire gegründet. Colonel des Regiments war John Murray, 4. Duke of Atholl, nach dem das Regiment auch Murray’s Highlanders genannt wurde.  Das Regiment trug scharlachrote Uniformen mit roten, später grünen Aufschlägen und Kilt im „Murray of Atholl“-Tartan. Die Grenadiere des Regiments erhielten 1780 Pelzmürzen. Das Regiment sollte als Ersatz für den Garnisonsdienst in der Heimat bestimmt, um dort andere Regimenter zu ersetzen, die nach Nordamerika abkommandiert wurden. Die Dienstzeit der Soldaten sollte entsprechend auf drei Jahre oder die Dauer des Krieges begrenzt sein.
Das Regiment wurde ab Juni 1778 für 16 Monate als Garnison in Dublin eingesetzt. Im Frühjahr 1781 wurde das Regiment nach Portsmouth verlegt. Als den Soldaten bekannt gegeben wurde, dass sie von dort zum Einsatz nach Indien verschifft werden sollten, meuterte das Regiment, woraufhin der Befehl zum Einschiffen von der Regierung widerrufen wurde. Nach einigen parlamentarischen Debatten, verzichtete die Regierung darauf, Anklage gegen die Meuterer zu erheben oder Strafen zu verhängen. Vielen Angehörigen des Regiments wurde ab Juni 1781 ermöglicht, in andere Regimenter zu wechseln, von denen viele in der Folgezeit in Nordamerika eingesetzt wurden. Das verbliebene Regiment marschierte nach Berwick und wurde dort nach Abschluss des Vorfriedens zum Friedens von Paris im April 1783 aufgelöst.